# Eulonchus tristis
Eulonchus tristis is een vliegensoort uit de familie van de spinvliegen (Acroceridae). De wetenschappelijke naam van de soort is voor het eerst geldig gepubliceerd in 1872 door Friedrich Hermann Loew.